# يفغيني فرولوف (لاعب كرة قدم)
يفغيني فرولوف (بالروسية: Евгений Максимович Фролов)‏ هو لاعب كرة قدم روسي في مركز الوسط، ولد في 2 يناير 1997 في كالينينغراد في روسيا. لعب مع بالتيكا كالينينغراد.